# Parmotrema schindleri
Parmotrema schindleri är en lavart som beskrevs av Hale. Parmotrema schindleri ingår i släktet Parmotrema och familjen Parmeliaceae.   Inga underarter finns listade i Catalogue of Life.